# Lago dei Ciudi
Il lago dei Ciudi, noto anche come lago Peipsi o lago Peipus (in estone Peipsi-Pihkva järv; in russo Чудско-Псковское озеро?, Čudsko-Pskovskoe ozero; in tedesco Peipussee) è un vasto lago (3555 km²) situato al confine fra l'Estonia e la Russia.

## Descrizione
Il lago è l'unione di due laghi limitrofi, il lago dei Ciudi propriamente detto (2670 km²) e il lago di Pskov (in estone Pihkva järv, 710 km²), collegati da una strozzatura (236 km²), chiamata dagli estoni lago Lämmijärv (Lämmijärv) e dai russi lago Тёploe (Тёплое озеро, Тёploe ozero).
È il quinto lago d'Europa, dopo il lago Ladoga, il lago Onega (entrambi in Russia), il Vänern in Svezia e il lago Saimaa in Finlandia. Ha una profondità media di 7,1 m: il punto più profondo è a 17,6 m. L'immissario principale è il fiume Velikaja, altri tributari sono: Želča, Võhandu, Piusa ed Emajõgi. Emissario è il fiume Narva che lo collega al Golfo di Finlandia.
Il lago dei Ciudi è navigabile per circa otto mesi l'anno e la principale risorsa economica della regione circostante è rappresentata dalla pesca. Sulle sue rive sorgono le città di Gdov e Mustvee. I porti principali sono Mustvee, Vasknarva e Gdov.
Le condizioni dei fiumi del bacino del lago dei Ciudi sono generalmente soddisfacenti (classi di qualità dell'acqua I e II), si osserva un alto contenuto di fosforo nei fiumi Võhandu e Piusa (classe di qualità dell'acqua III). Le condizioni generali dei fiumi, rispetto agli anni 2001-2007, sono migliorate. La pressione sui fiumi che sfociano nel lago è leggermente diminuita negli ultimi anni. Il problema principale del lago dei Ciudi rimane la sua eutrofizzazione. Le condizioni della parte settentrionale del lago sono relativamente stabili, tuttavia in questo corpo idrico si osserva anche un aumento del peso specifico delle alghe blu-verdi.

## Eventi storici
Nel 1242 vi ebbe luogo la battaglia del lago ghiacciato tra i cavalieri teutonici e il principe di Novgorod, Aleksandr Nevskij.